# Куракіни
Куракіни — руський княжий рід, Гедиміновичі, галузь князів Патрикеєвих.
Рід внесений до Оксамитової книги. При подачі документів (11 березня 1682) для внесення роду в Оксамитову книгу, було подано спільний родовідний розпис однорідців князів Голіциних і Куракіних.
Рід князів Куракіних внесено до V частини родоводів книг Орловської та Пензенської губерній (Гербовник, I, 3).
Баскаков М. О, російський лінгвіст-тюрколог і доктор філологічних наук, пише, що прізвище Куракін походить від тюрк. quraq (порожній, беззмістовний, скупий, жадібний).

## Московський період
Онук Гедиміна, від його 2-го сина Нарімонда-Гліба, князь Патрикій Олександрович, виїхав у Великий Новгород на запрошення боярської ради і був прийнятий із великими почестями, отримав у спадок міста: Орєшек, Корелу, а також село Лузьке. Від нього походять князі Патрикеєви, а від тих — князі Булгакови, один із яких на початку XVI століття мав прізвисько «Курака».
Родоначальник — князь Андрій Курака, від старшого брата якого походять Голіцини. Дванадцять представників роду були боярами, вважалися серед 16 родовитих прізвищ, представники яких із стольників безпосередньо зводилися в боярський чин, минаючи чин окольничого. Вони займали чільне місце в Боярській думі, відали низкою наказів (частіше Судним) служили у 1-х містових і полкових воєводами, очолювали посольства тощо. Один із Куракіних був вихователем царевича Федора Олексійовича.
Рід Куракіних пов'язаний кровною спорідненістю з великими московськими князями з династії Рюриковичів: князь Патрикей Олександрович одружений з дочкою Василя I Дмитровича — княжною Ганною. Князь Андрій Іванович Булгаков-Курака і цар Іван IV Васильович Грозний були чотириюрідними братами. Наприкінці XVII і на початку XVIII століть князі Куракіни були в найближчій властивості та спорідненості з Будинком Романових та імператорами Священної Римської імперії.
У XVIII столітті майже всі Куракіни перебували на дипломатичній службі.

## Петербурзький період

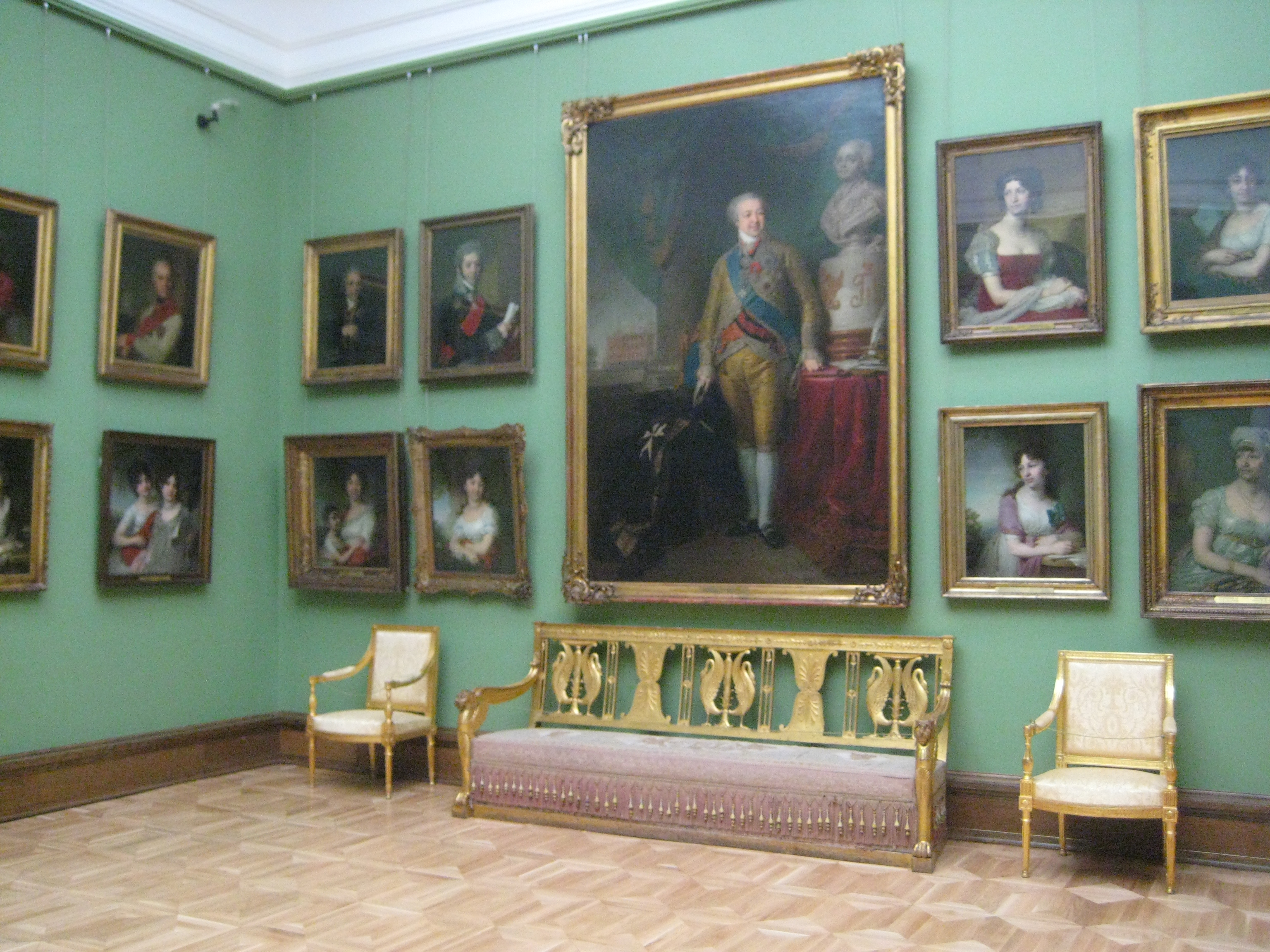
Портрет «діамантового князя» А. Б. Куракіна в одному із залів Третьяковської галереї

Борис Іванович Куракін (1677—1727) — знаменитий дипломат, перший постійний російський посол за кордоном, заклав традицію дипломатичної служби в сімействі Куракіних. Твори Куракіна, що становлять характерний приклад мови петровського часу, як і інші його папери, опубліковані в перших томах «Архіву князя Ф. О. Куракіна» (СПб, 1890). Одружений 1-м шлюбом з Аксінією Федорівною Лопухіною (сестра цариці), 2-м шлюбом — з кнж. Марію Федорівною Урусовою.
1. Куракіна Тетяна Борисівна, дружина генерал-фельдмаршала кн. М. М. Голіцина
2. Куракіна Катерина Борисівна, наречена гр. М. Г. Головкіна, дружина генерал-фельдмаршала гр. О. Б. Бутурліна
3. Куракін Олександр Борисович (1697—1749), обершталмейстер, сенатор, посол у Франції, двоюрідний брат царевича Олексія, одружений з Олександрою Іванівною Паніною
  1. Куракіна Тетяна Олександрівна, дружина О. Ю. Неледінського-Мелецького
  2. Куракіна Катерина Олександрівна[ru], дружина кн. І. І. Лобанова-Ростовського
  3. Куракіна Наталія Олександрівна[ru], дружина генерал-фельдмаршала кн. М.В. Рєпніна
  4. Куракін Борис Олександрович[ru] (1733—1764), гофмейстер, сенатор, президент ряду колегій, одружений з Оленою Степанівною Апраксіною. Після смерті 31-річного князя виховання його дітей узяв на себе його дядько Микита Панін.
    1. Куракін Олександр Борисович (1752—1818), власник села Куракіно, приятель Павла Петровича, посол у Франції та Австрії, віце-канцлер, неодружений
      1. Вревський Олександр Борисович[ru], побічний син попереднього, прізвище отримав за назвою родового села Врев, титул барона — від австрійського імператора на прохання свого батька; від нього походять барони Вревські[ru]
      2. Ще п'ятеро побічних синів і четверо дочок відомі як барони та баронеси Сердобіни[ru]

    2. Куракін Степан Борисович[ru] (1754—1805), власник садиби Алтуф'єво, одружений з Катериною Дмитрівною Ізмайловою; збереглася їхня московська садиба за адресою: вул. Нова Басманна, 6 (згодом Куракінська богадільня)
    3. Куракін Олексій Борисович (1759—1829), генерал-прокурор, генерал-губернатор Малоросії, міністр внутрішніх справ (1807—1811); його потомство показано нижче>>>
    4. Куракін Іван Борисович[ru] (1761—1827), гвардії полковник, одружений із Катериною Андріївною Бутурліною (1766—1824).

У романі «Війна і мир» виведено сімейство Курагіних. Прізвище утворено за толстовським звичаєм шляхом заміни однієї літери в назві реально існуючого аристократичного роду. Див. Анатолій Курагін та Елен Курагіна.

## Новітній час

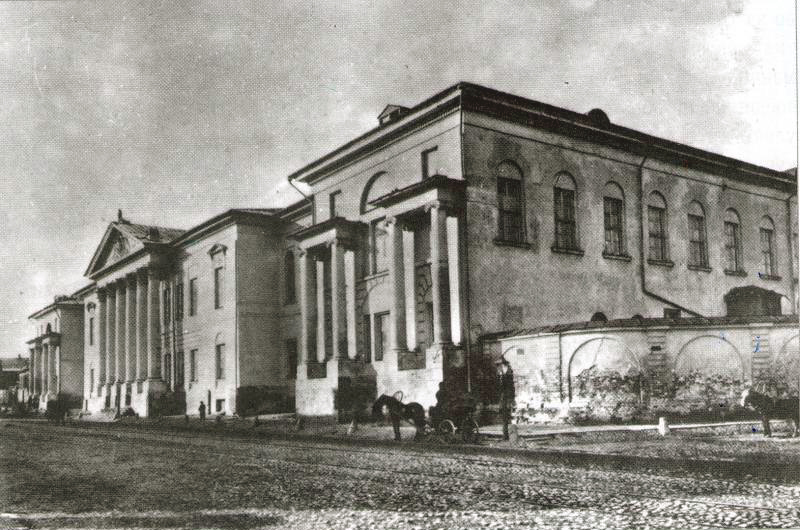
Палац О. Б. Куракіна на Старій Басманній вулиці

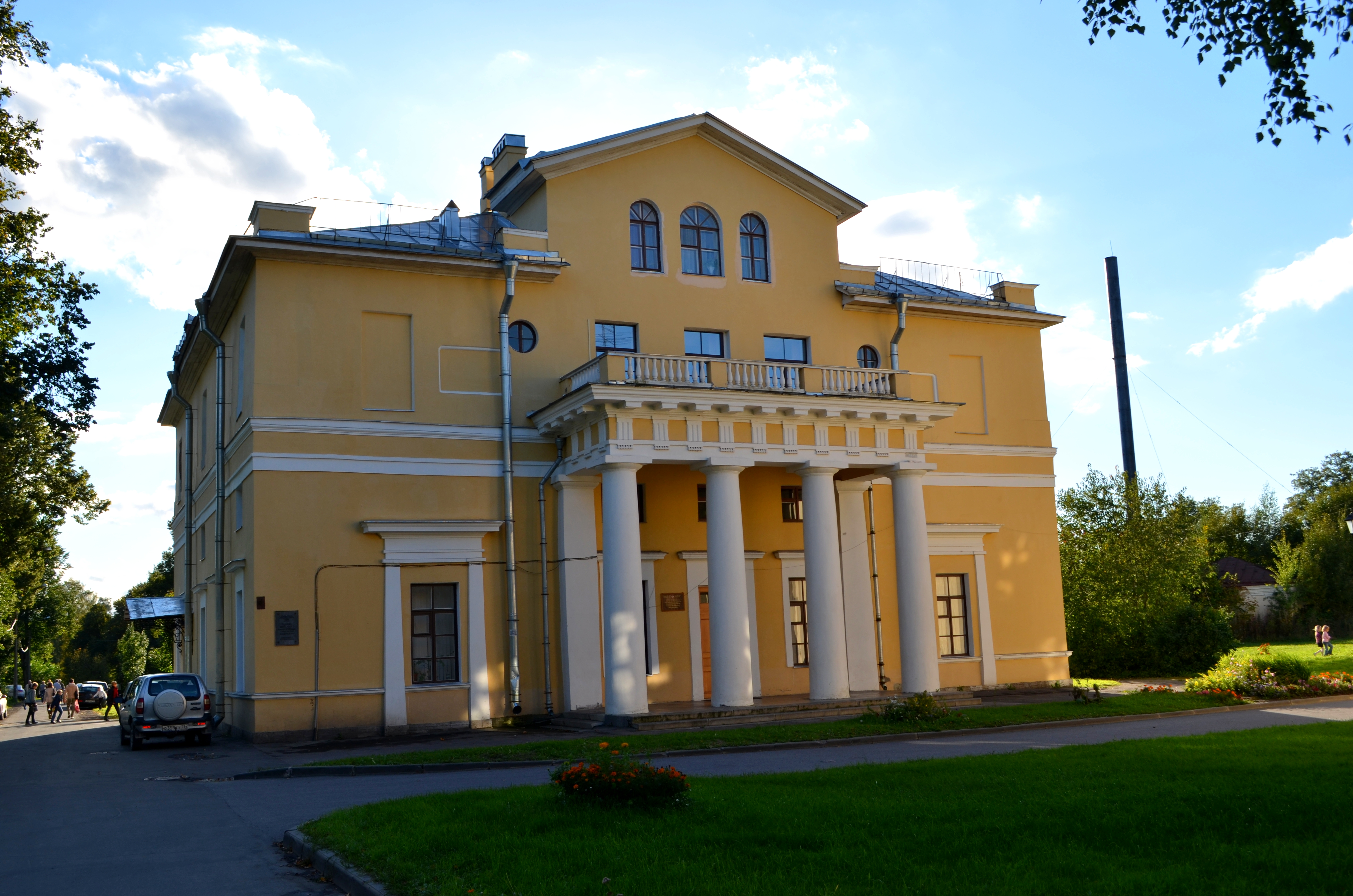
Богадільня Куракіних (Павловськ) у Павловську

Починаючи з другої третини ХІХ століття князі Куракіни не досягали вищих чинів і не займали такого блискучого становища у Московському суспільстві, як раніше. Багато хто з них надавав перевагу державній службі тихому життю в маєтках.

## Фамільні цінності

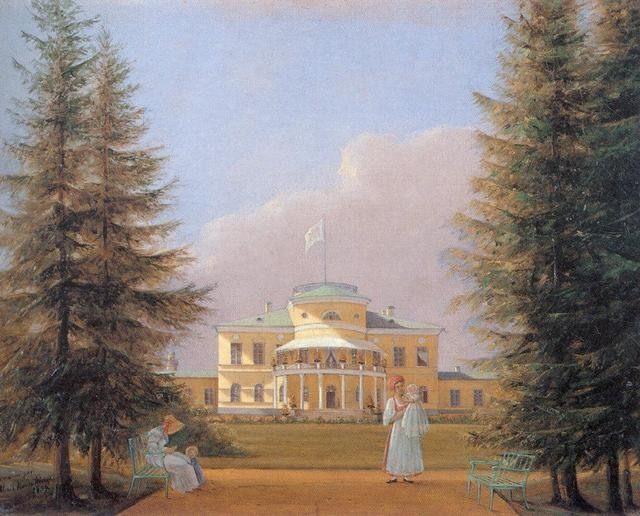
Садиба Степанівське-Волосове на картині А. Б. Куракіна (1839)

Фамільний архів Куракіних, що зберігався в родовій садибі Надєждіно Сердобського повіту Пензенської губернії, налічував до 900 томів паперів, що становлять великий інтерес для історії XVIII—XIX ст. На відміну більшості інших сімейних архівів російської аристократії, куракінський архів не було втрачено при спаленні старих садиб (1918—1919), благо його встигли частково опублікувати (1890—1902) князь Ф. А. Куракін та М. І. Семевський.
Портретна галерея роду Куракіних містилася в садибі Степанівське-Волосове Зубцовського повіту Тверської губернії. Нині портрети зберігаються у запасниках Тверського краєзнавчого музею та його філій. Перша виставка куракінської портретної спадщини була організована наприкінці (2011).